# Albert Schädlich
Albert Schädlich (* 11. Juli 1883 in Elsterberg; † 23. Juni 1933 in Lauter) war ein Mundartdichter des westlichen Erzgebirges.
Mit 19 Jahren zog es ihn 1902 aus dem Vogtland ins Erzgebirge nach Lauter, wo er eine Anstellung  und sein Glück fand. Bereits 1905 heiratete Schädlich in Lauter die Gorlnäherin Anna Martha geb. Laukner und schrieb erste Mundartgedichte und sein wohl erstes Lied Nu schie, schie, schie! Bis  zu seinem Tode arbeitete er in einem Emaillierwerk, zuletzt als Betriebsmeister. Wenige Wochen vor seinem 50. Geburtstag verstarb er überraschend.
Sein repräsentativstes Werk ist Der Lauterer Gevatter, wie er selbst bezeichnet wurde. Das Heft mit Liedern und Mundartgeschichten erschien erst nach seinem Tod 1934 im Glückauf-Verlag des Erzgebirgsvereins. Einige seiner Lieder erschienen zuvor auch bei Arthur Vogel in dessen Kunstverlag Wilhelm Vogel in Schwarzenberg, einige zuvor auch im Selbstverlag als Liedpostkarten. Einige Lieder erschienen im Hofmeisterverlag mit Noten, so Mei Enkele. und ’s Gakellamp’l. im Notenheft Unnere Haamit!. Albert Schädlich trat mehrfach neben Anton Günther auf, so auch in mehreren Rundfunkübertragungen des Mitteldeutschen Rundfunks in der Weihnachtszeit.

## Lieder
- Nu schie, schie, schie! (1910)
- Dos is nu su mei Laabn. (1911)
- Haamliche Ruh. (1920)
- ’s Gakellamp’l. (um 1925/auf Liedpostkarte im Selbstverlag und bei Wilhelm Vogel erschienen)
- De Ficht of’n Fels. (1928)
- Ja, nu noochert! (1929)
- Dr verschteckte Schtaapilz. (um 1930/auf Liedpostkarte bei Wilhelm Vogel)
- De zweete Haamit. (1932)
- Mei’ Enkele. (um 1931/auf Liedpostkarte bei Wilhelm Vogel)
- De vier Büting.
- De Haamitlieb, dr beste Trieb. (1932)